# Глібівка
Глі́бівка — село у Вишгородському районі Київської області України. Розташоване біля Київського водосховища. Входить до складу Димерської селищної громади.

## Географія
У селі річка Піхівка впадає у річку Дніпро. На західній околиці села розташована ботанічна пам'ятка природи «500-річний дуб».

## Історія
Щодо назви села існує версія, що вона пов'язана з іменем князя Гліба, канонізованого православною церквою. Саме таку версію висунув Митрофан Андрієвський у 1885 році.
В описі Глібівки Лаврентієм Похилевичем згадується каплиця:
Митрофан Андрієвський припускає, що саме ця старовинна каплиця була збудована на місті вбивства князя Гліба (вбитий у 1015 році) і є так званою «Давидовою боженкою», яка згадується в Іпатіївському літописі за 1151 та 1160 роки. Як відомо, у хрещенні князь Гліб отримав ім'я Давид, а тому каплиця на його пам'ять називається «Давидовою». Відповідно, і село отримало назву Глібівка.
Однак, слід зазначити, що поширенішею є версія, що «Давидова боженка» розташовувалась безпосереднього при впадінні річки Прип'ять у Дніпро і найчастіше її пов'язують з селом Городище Іванківського району.
Датою заснування села вважається 1315 рік.
Історія Глібівки тісно пов'язана з історією Козарович, оскільки протягом віків ці села знаходились в одному маєтку і мали однакового власника.

### У складі Королівства Польського і Речі Посполитої (до 1795)
За часів Хмельниччини, тобто приблизно на середину XVII століття, у Глібівці нараховувалося 11 дворів. Ці дані не відповідають кількості ланів, що відома з інвентаря 1660 року, який описано нижче.
Відомо, що у 1640—1660-х роках Глібівка знаходились у користуванні Олександри Ободенської та її сина Костянтина Леона Ободенського: Елизавета Дрогойовська —Абрамович, власниця цих маєтків, позичила у Олександри Ободенської «20 тисяч польською монетою і 2 тисячі і 200 золотих», а в заклад віддала Козаровичі, містечко Хелмин, села Глібівку і Литвинівку.
У 1660 році Глібівка разом з іншими сусідніми селами була дарована царем Олексієм Михайловичем Межигірському монастирю.
Цим же роком датується інвентар села Глібівка, складений Костянтином Ободенським. Село мало приблизно 40 ланів. Пан отримував такі щорічні доходи з села:
- з кожного лану готівковими грошима — по 2 злотих і 15 грошей, мірка вівса (разом усіх чиншевих обов'язків — на 100 злотих),
- з кожного лану по десятці льону (кожна по півзлотому, разом 20 злотих),
- з кожного бобиля, тобто безземельного селянина, — по 25 грошей (разом виходило 6 злотих і 20 грошей),
- орендна плата за млин — 100 злотих,
- дві телиці (одна на Великдень, інша на Різдво, кожна по 10 злотих, всього 20 злотих).

Крім цього, пан отримував і залишав для себе:
- біля восьми возів дров без панщини,
- з кожного лану — по три курки і одному каплуну,
- під час спуску води зі ставка — шість бочок риби.

Селяни відробляли по 2 дні панщини, а бобилі — по 1 дню щотижня.
Дерев'яна церква Різдва Богородиці була збудована у 1730 році. Можливо, саме вона була зруйнована у 1964 році.
У 1783-му у селі мешкало 550 осіб.

### У складі Російської імперії (1795—1917)

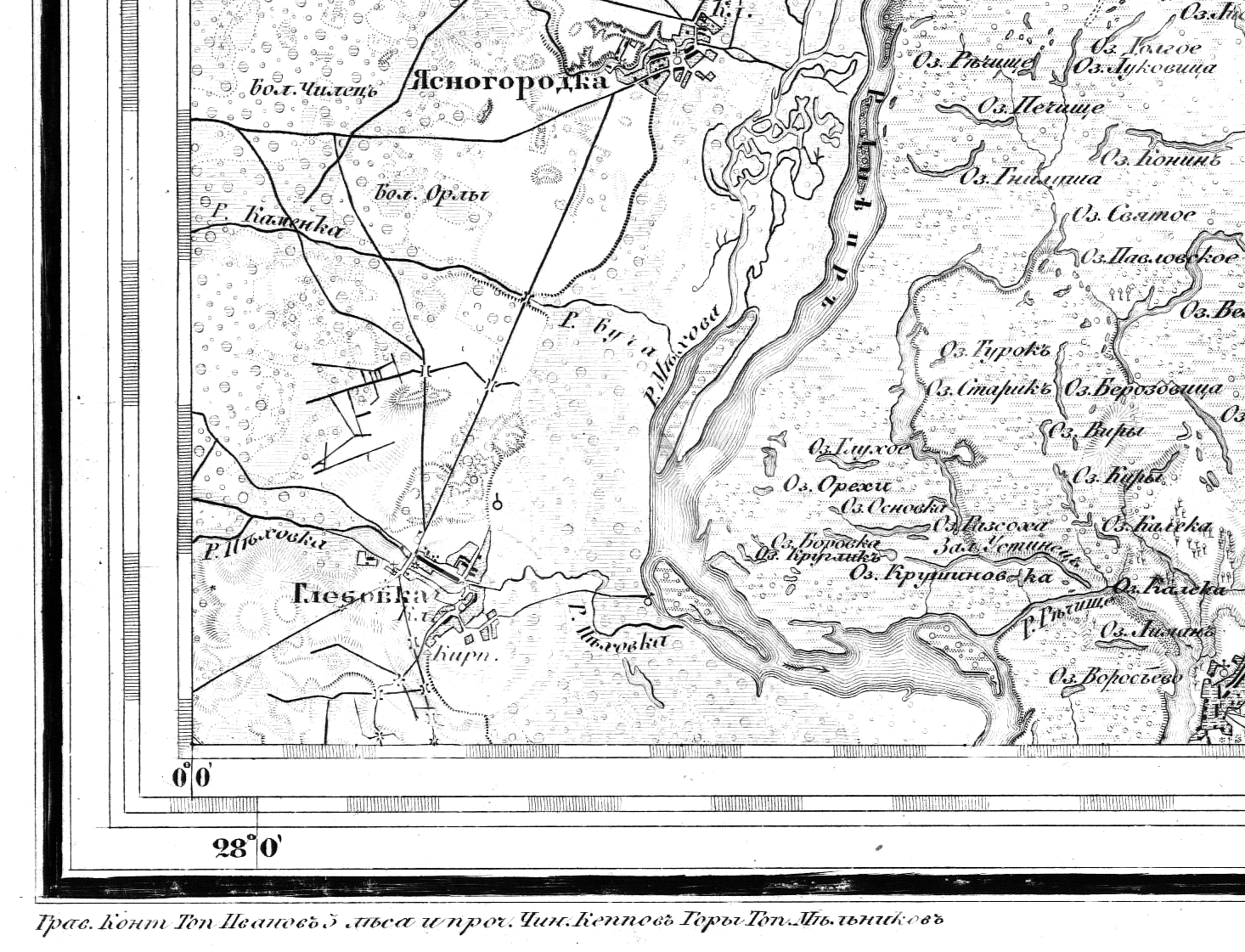
с. Глібівка на військово-топографічній карті Російської Імперії (карті Шуберта), ряд 21, лист 9, 1868

На 1860-ті роки населення Глібівки становило 557 осіб, з яких православних — 549, римських католиків — 3, юдеїв — 5. Після скасування кріпосного права у 1861 році у Глібівці — 74 двори.
Станом на 1880-ті роки у Глібівці було 690 мешканців, переважно православного віросповідання.
Митрофан Андрієвський так описав Глібівку, яку відвідав у 1883 році:
На 1 січня 1900-го у Глібівці нараховувалось 180 дворів, мешканців — 1090 осіб, з них 531 чоловіків і 559 жінок. Сільській церкві належить 96 десятин, а селянам — 768 десятин. Інша земля належить поміщиці Вірі Петрівні Гамалій-Поповій, маєток якої складається з Козаровичів і Глібівки і займає 3512 десятин.
Головне заняття мешканців — хліборобство, крім того деякі з селян відправлялися на заробітки до Києва або працювали на пароплавній пристані «Глібівка».
Пристань у 1883 році:
Біля пароплавної пристані «Глібівка» знаходилось невелике селище на 10 дворів, у яких проживало 53 особи, з них 34 чоловіків і 19 жінок. При пристані знаходився лісопильний завод, що належав Південно-Російському Лісопромисловому Товариству. На цім заводі працювало 18 робітників під наглядом механіка.
У селі на той час була одна православна церква, одна каплиця, одна церковно-приходська школа, одна кузня і один громадський запасний хлібний магазин, у якому на 1 січня 1900-го було на особу 234 чвертей озимого хліба та 118 ярого. З оброчних статей громада селян мала вільну землю, прилеглу до Дніпра, яка віддавалася у найм під склади лісових матеріалів за 300 рублів на рік.
У 1910 році у селі створене споживче товариство.
Клірові відомості, метричні книги, сповідні розписи церкви Різдва Пресвятої Богородиці с. Глібівка Димерської волості Київського пов. Київської губ. зберігаються в ЦДІАК України. http://cdiak.archives.gov.ua/baza_geog_pok/church/hlib_001.xml [Архівовано 17 грудня 2018 у Wayback Machine.]

### У складі УРСР (1921—1991)

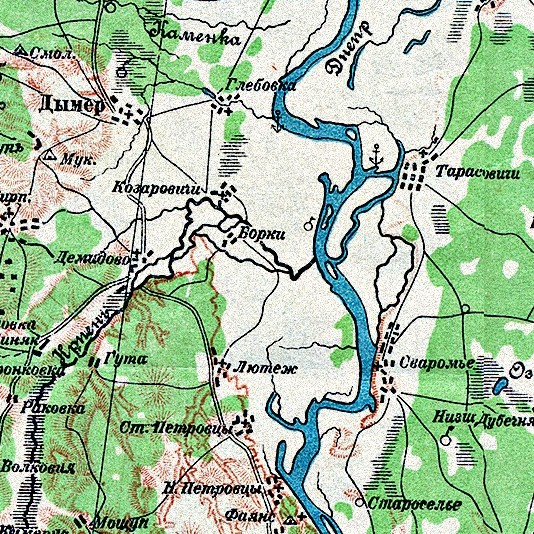
с. Глібівка на Спеціальній карті Європейської частини СРСР, лист 31, 1926 рік

За даними єдиного сільськогосподарського податку відомо, що у Глібівці у 1925 році проживало 1602 особи у 332 господарствах.
Водночас, за попередніми підсумками перепису населення СРСР 1926 року, структура населення Глібівки була такою:
- 335 господарств, з них 331 селянського типу (98,81 %) і 4 іншого типу (1,19 %);
- 1616 мешканців, з них 781 чоловіків (48,33 %) і 835 жінок (51,67 %);
- за національністю — усі українці.

На 1927 рік у селі нараховувалося 130 дітей шкільного віку, проте школу відвідували не всі. Навчання у школі було чотирирічним. З усього села на цей час у районній школі навчалося всього п'ять учнів і один — на робітничому факультеті Київського медінституту. У приміщенні школи також відбувалися збори громадян села та засідання сільської ради, а також інші колективні зібрання. Завідувачем школи був Петро Васильович Кальницький.
У 1920-ті роки основним заняттям селян було сільське господарство. Додатковими заробітками слугувала праця у лісничому господарстві під час вирубки лісу та сплавляння по Дніпру. Невеликою допомогою до господарства були збирання ягід та грибів у лісі, рибальство. Фельдшерський пункт розміщувався у смт Димері. Загальний санітарний рівень був низький: лише у 1927 році було зафіксовано сім смертельних випадків шигельозу (тоді називали дизентерією), при загальній кількості хворих 98 осіб.
У 1930 році будинок церкви переобладнано під клуб. Церква відновить свою роботу у цьому приміщенні у період німецької окупації.
За 1931 рік пасажирообіг причалу Глібівка становив 8154 пасажирів (відправлених), вантажообіг становив 22404 тон відправлено і 30264 тон прийнято.
У 1932-1933-му у селі масового голодомору не було, адже виручала річка Дніпро, у якій люди ловили рибу, а також ліс. Навесні на полях перекопували гнилу картоплю, шукали дикі бурячки, їли полову з гречки, пташині яйця, жолуді, насіння капусти. Працювали в колгоспі всі працездатні люди села, бо тим, хто виходив на роботу, давали трішки хліба і якийсь суп, затірку. Як свідчать старожили, люди ходили худі, голодні, а дехто навіть пухлий з голоду. 10-15 односельчан з голоду померли.

Святкування Дня колективізації в с. Глібівка Димерського району Київського округу, 1929 р.
Мітинг селян під час святкування дня колективізації с. Глібівка Димерського району Київського округу, 1929  р.
Демонстрація під час святкування дня колективізації в с. Глібівка Димерського району Київського округу, 1929  р.

У базі даних про репресованих та похованих у Биківні, місці поховання страчених і закатованих в Київському НКВС, містяться чотири особи з Глібівки — усі розстріляні 9 грудня 1937 року.
За даними сайту «Жертви політичного терору в СРСР» [Архівовано 11 квітня 2012 у WebCite] (рос.), Кравченко Павло, що народився і проживав у Глібівці, був засуджений у 1938 році до 3-ох років позбавлення волі за статтею 54-10 Кримінального кодексу УРСР (антирадянська агітація і пропаганда), однак був звільнений у грудні 1940 року.
Ще два вихідці з Глібівки, які проживали в інших регіонах, були репресовані. Так, у 1932 році був репресований Басенко Олександр, який на той час проживав у Москві та працював економістом тресту «Мособлдортранс»: за антирадянську агітацію позбавлений права проживання у Московській та Ленінградській областях на три роки. У 1938 році репресовано Ворону Івана, що працював на електростанції в Селемджинському районі Амурської області: засуджений до 10 років виправно-трудових таборів.
У 1941 році, під час німецько-радянської війни, воїни 27-го стрілецького корпусу аж до серпня тримали село, після чого воно було окуповане. В результаті половина сільських будинків була спалена ворогом, 89 жителів вислано до Німеччини, а худобу і птицю забрано. 445 жителів Глібівки брали участь у війні на різних її фронтах.
У (неповній) базі військовополонених — уродженців України міститься вісім імен уродженців Глібівки, що потрапили до полону під час німецько-радянської війни.
23 вересня 1943 року в районі Ясногородки-Глібівки 75-та гвардійська стрілецька дивізія (СРСР) форсувала Дніпро і захопила на правому березі плацдарм, перший у смузі наступу 60-ї Армії, який забезпечив подальший наступ на Київ та його відвоювання від німецьких окупантів. В ніч з 21 на 22 вересня 1943-го під час проведення розвідки для визначення місць форсування Дніпра в районі Глібівки загинули розвідники взводу пішої розвідки 75-ї гвардійської стрілецької дивізії Попов Іван Петрович та Шабалін Володимир Ігнатович. Командир взводу пішої розвідки Поляков Володимир Хомович загинув у бою на плацдармі кількома днями пізніше. Посмертно їм було просвоєне звання Герой Радянського Союзу.
4 листопада 1943 року Глібівка була відвойована від гітлерівських загарбників.
У селі знаходиться братська могила, у якій поховані бійці, що загинули при форсуванні Дніпра і в боях на плацдармі у 1943 році, зокрема, воїни 121-ї стрілецької дивізії Герої Радянського Союзу:
- Холодков Єгор Іванович
- Мінаков Іван Федорович
- Новіков Микола Михайлович

Всього у могилі поховано 173 бійця.
У 1960-х було утворено Київське водосховище при спорудженні Київської ГЕС. Частина мешканців була переселена на незатоплювані території. У результаті, Глібівка стала ближчою до Димера, ніж до Козаровичів, які в свою чергу більше наблизились до Демидова.
Через Глібівку протікала невелика річка (струмок) Пеховка, про що свідчать записи Похилевича та карти, укладені до 1960-х років. Після утворення водосховища гирло ріки було затоплене водами Дніпра, а сама річка з того часу на картах не підписується.
Населення села за результатами перепису 1989 року становило 1337 осіб, з них 616 (46 %) чоловіків і 721 (54 %) жінка.

## Населення

### Демографія
Населення за переписом 2001 року становило 984 особи.
На 2001 рік у селі було 570 будинків і хат.
Розподіл населення с. Глібівка за рідною мовою (у % до загальної чисельності населення) за результатами перепису 2001 року такий:
- українська — 97,56 %,
- російська — 2,34 %,
- польська — 0,10 %.

За даними Вишгородської районної ради, населення с. Глібівка у 2011 році становило 807 осіб (офіційно зареєстрованих у населеному пункті).
| Рік | Кількість осіб | Кількість дворів |
| --- | -------------- | ---------------- |
| 1650-ті |                | 11 дворів        |
| 1783 | 550            |                  |
| 1860-ті | 557            | 74 двори         |
| 1880-ті | 690            |                  |
| 1900 | 1090           | 180 дворів       |
| 1925 | 1602[д]        | 332 господарства |
| 1926 | 1616[е]        | 335 господарств  |
| 1989 | 1337[б]        |                  |
| 2001 | 984[в]         | 570 будинків     |
| 2011 | 807[г]         |                  |
| [а]Дані таблиці не є порівнюваними між собою, оскільки: (1) охоплюють дещо різні сукупності людей, (2) зібрані різними методами, (3) точність збору даних за минулі століття невідома. [б]Постійне населення, тобто ті, що постійно проживають у населеному пункті, а не знаходяться у ньому тимчасово. [в]Загальна чисельність мешканців населеного пункту. Не уточнено, чи це постійне населення чи наявне. [г]Мешканці, що офіційно зареєстровані у населеному пункті (прописані). [д]Інформація на основі єдиного сільськогосподарського податку 1925 року. [е]Наявне населення, тобто ті, що фізично знаходяться у населеному пункті на момент проведення перепису. |                |                  |

### Політичні вподобання
На Виборах Президента України 2004 року у Глібівці була виборча дільниця № 63 Територіального виборчого округу № 97, влаштована у місцевому будинку культури. У повторному голосуванні 26 грудня 2004 року взяло участь 627 особи, з них:
- 80 % (500 осіб) підтримали Віктора Ющенка,
- 16 % (102 особи) — Віктора Януковича,
- 2 % (14 осіб) не підтримали жодного кандидата,
- 2 % (11 осіб) бюлетенів визнано недійсними.

На Виборах Президента України 17 січня 2010 року у Глібівці була виборча дільниця № 68 Територіального виборчого округу № 97. У другому турі голосування взяло участь 529 осіб, з них:
- 67 % (354 особи) підтримали Юлію Тимошенко,
- 25 % (131 особа) — Віктора Януковича,
- 5 % (27 осіб) не підтримали жодного з двох кандидатів,
- 3 % (17 осіб) бюлетенів визнано недійсними.

На Позачергових виборах Президента України 25 травня 2014 року у Глібівці була виборча дільниця № 320364 Територіального виборчого округу № 97. У голосуванні взяло участь 478 осіб, з них:
- 66 % (317 осіб) підтримали Петра Порошенка,
- 12 % (57 осіб) — Олега Ляшка,
- 8 % (38 осіб) — Юлію Тимошенко,
- 13 % (60 осіб) — інших кандидатів,
- 1 % (6 осіб) бюлетенів визнано недійсними.

На Виборах Президента України 2019 року у Глібівці була виборча дільниця № 320364 Територіального виборчого округу № 96. У повторному голосуванні 21 квітня 2019 року взяло участь 426 осіб, з них:
- 79,58 % (339 особи) підтримали Володимира Зеленського,
- 17,60 % (75 осіб) — Петра Порошенка,
- 2,82 % (12 осіб) бюлетенів визнано недійсними.

## Інфраструктура
У селі розташована Глібівська загальноосвітня школа І—ІІ ступенів. Є сільський будинок культури.
Працює фельдшерсько-акушерський пункт.
У селі діє церква Різдва Пресвятої Богородиці УПЦ МП.
Станом на серпень 2015 року триває спорудження нової церкви. 21 вересня 2016 року митрополит Переяслав-Хмельницький і Білоцерківський Епіфаній у Глібівці звершив освячення новозбудованого храму на честь Різдва Пресвятої Богородиці.
Метричні книги, клірові відомості, сповідні розписи церкви Різдва Пресвятої Богородиці с. Глібівка Димерської волості Київського пов. Київської губ. зберігаються в ЦДІАК України http://cdiak.archives.gov.ua/baza_geog_pok/church/hlib_001.xml [Архівовано 17 грудня 2018 у Wayback Machine.]

## Відомі мешканці
- Варвара Семенівна Довженко (до шлюбу Крилова; * 1900, м. Сміла — † 1959, с. Демидів) — перша дружина Олександра Довженка. Мешкала у Глібівці деякий час після розриву стосунків з чоловіком. Згодом вчителювала у сусідньому селі Демидів, де і похована[37].

## Згадки в літературі
Село Глібівка згадується в історичній повісті Михайла Старицького «Останні Орли» (1901) як місце, де ігумена Мельхіседека було переправлено на лівий берег Дніпра, втікаючи від поляків-переслідувачів, а згодом доправлено до Мотронинського монастиря під Жаботином, звідки і почалася Коліївщина, гайдамацьке повстання 1768 року.

## Галерея

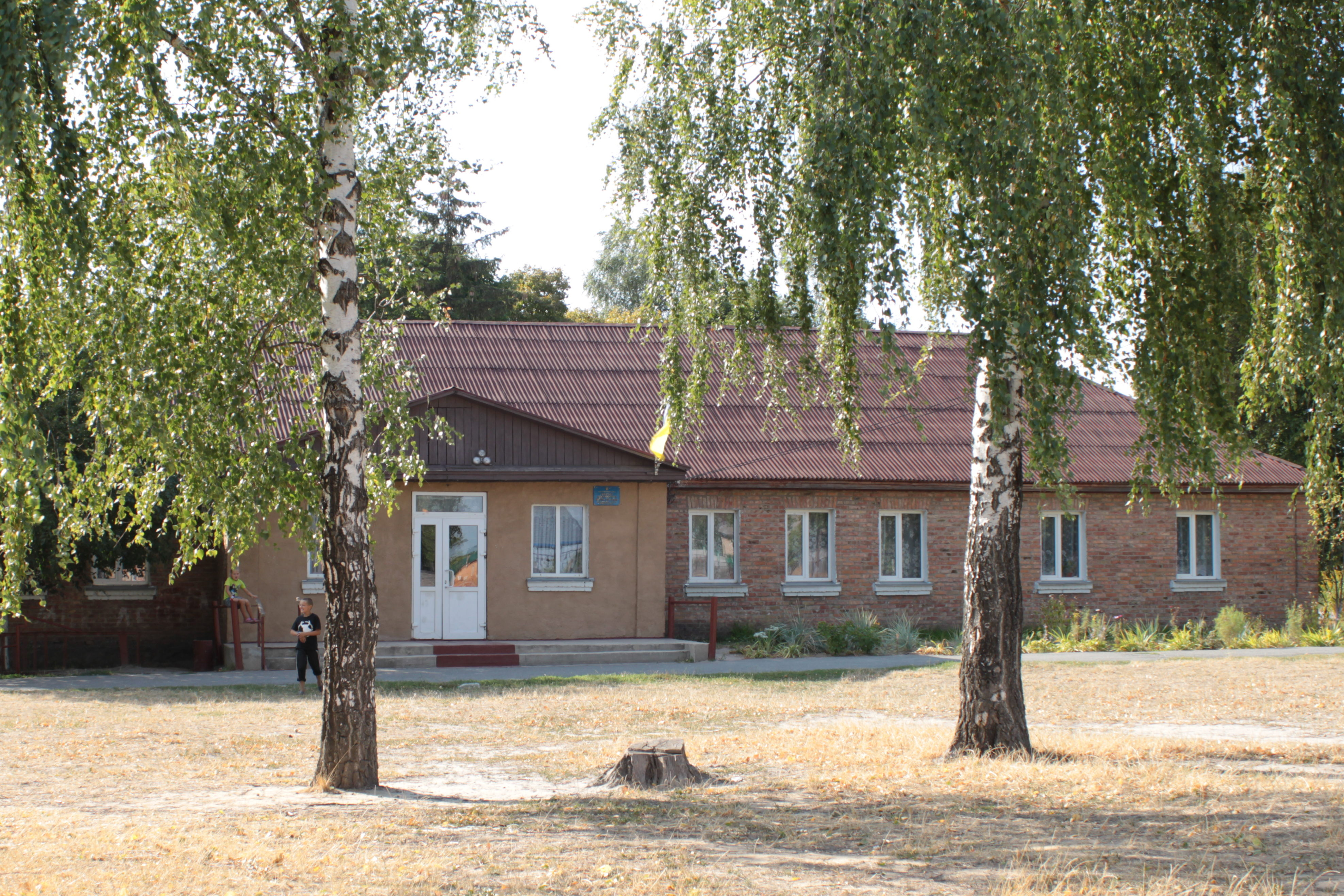
Глібівська загальноосвітня школа  І-ІІ ступенів
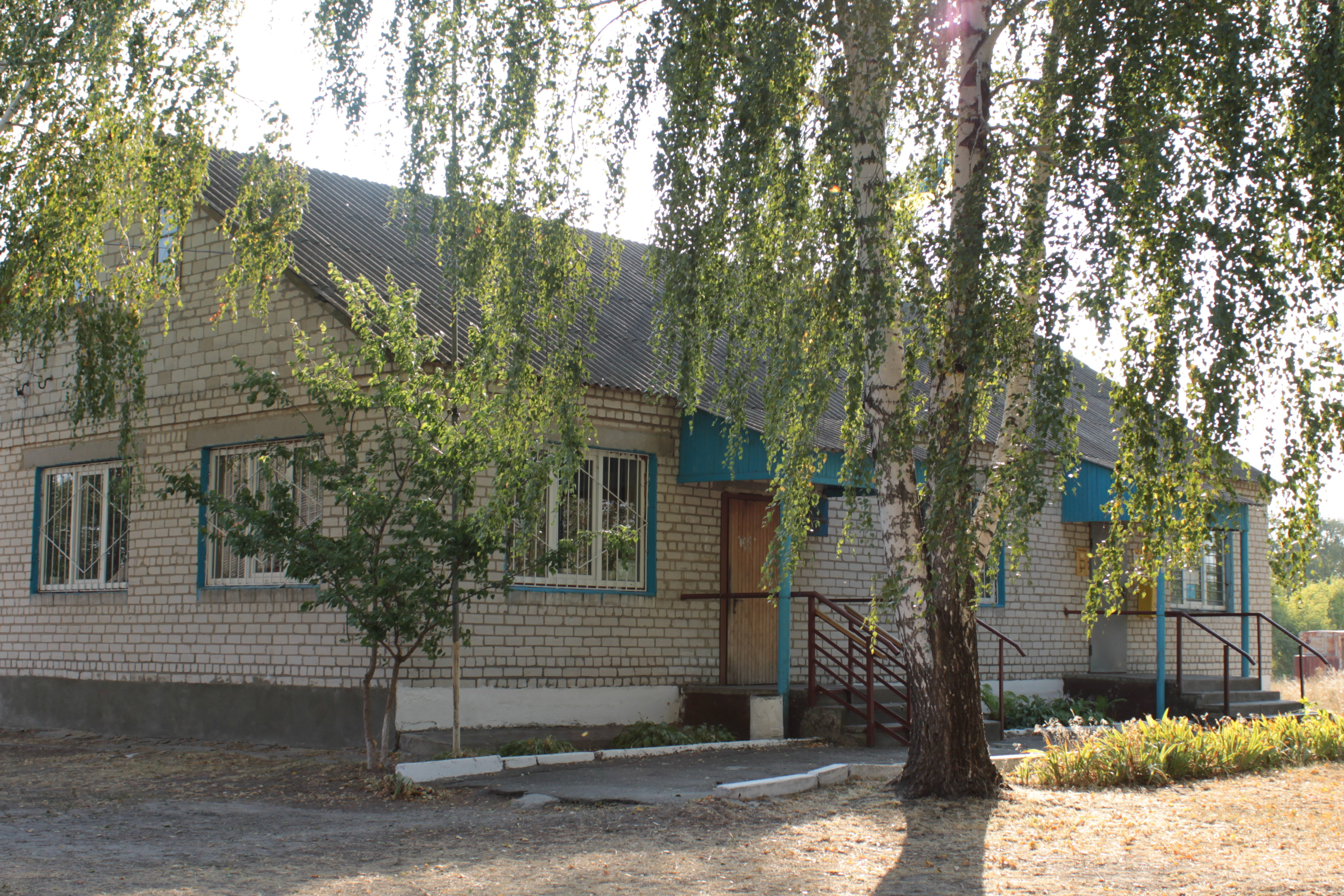
Будинок сільської ради (зліва) та поштового відділення (зправа)
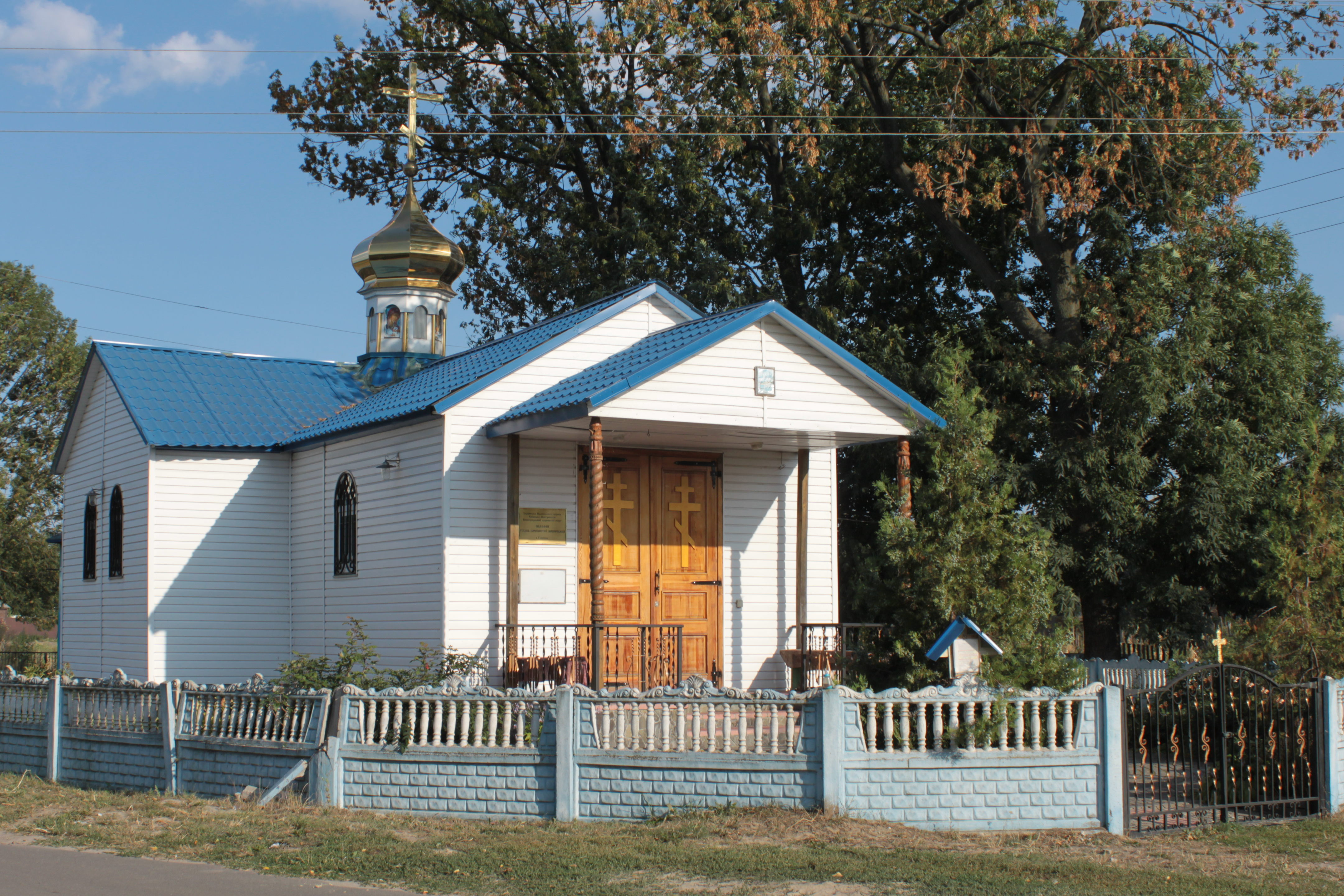
Церква Різдва Пресвятої Богородиці, що належить Українській Православній Церкві Московського Патріархату
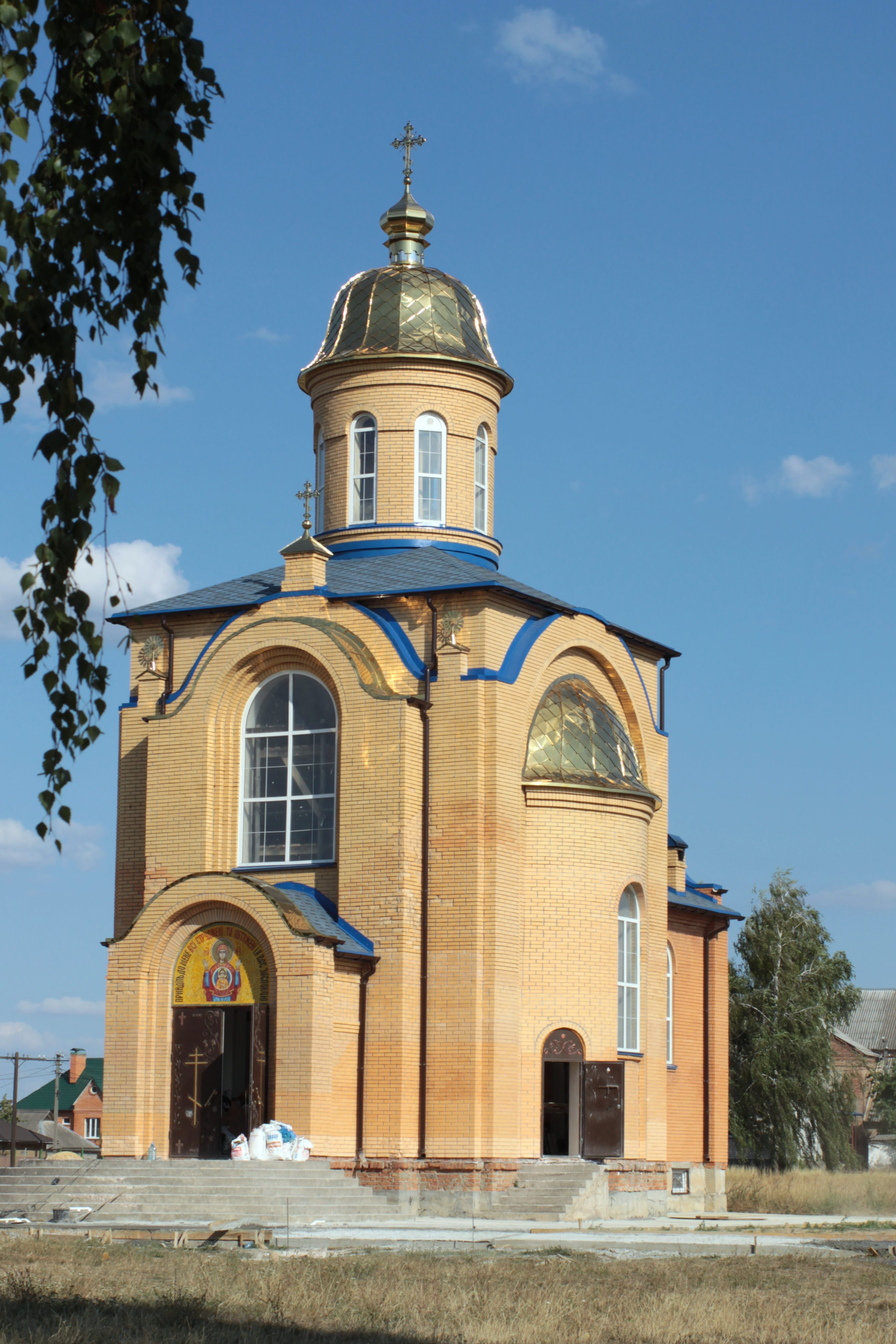
Церква, що будується (станом на 2015 р.)
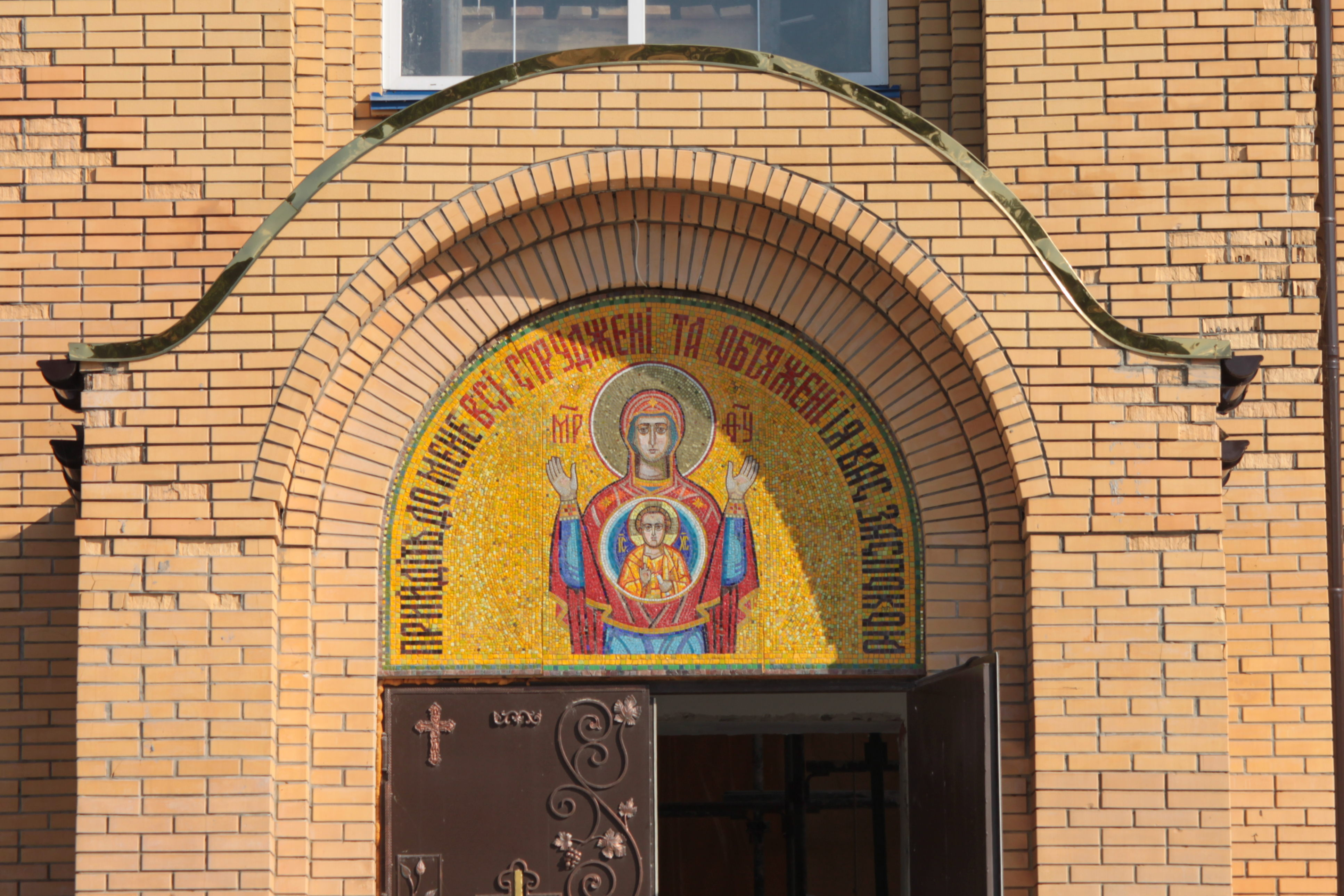
Фронтон церкви, що будується (станом на 2015 р.)
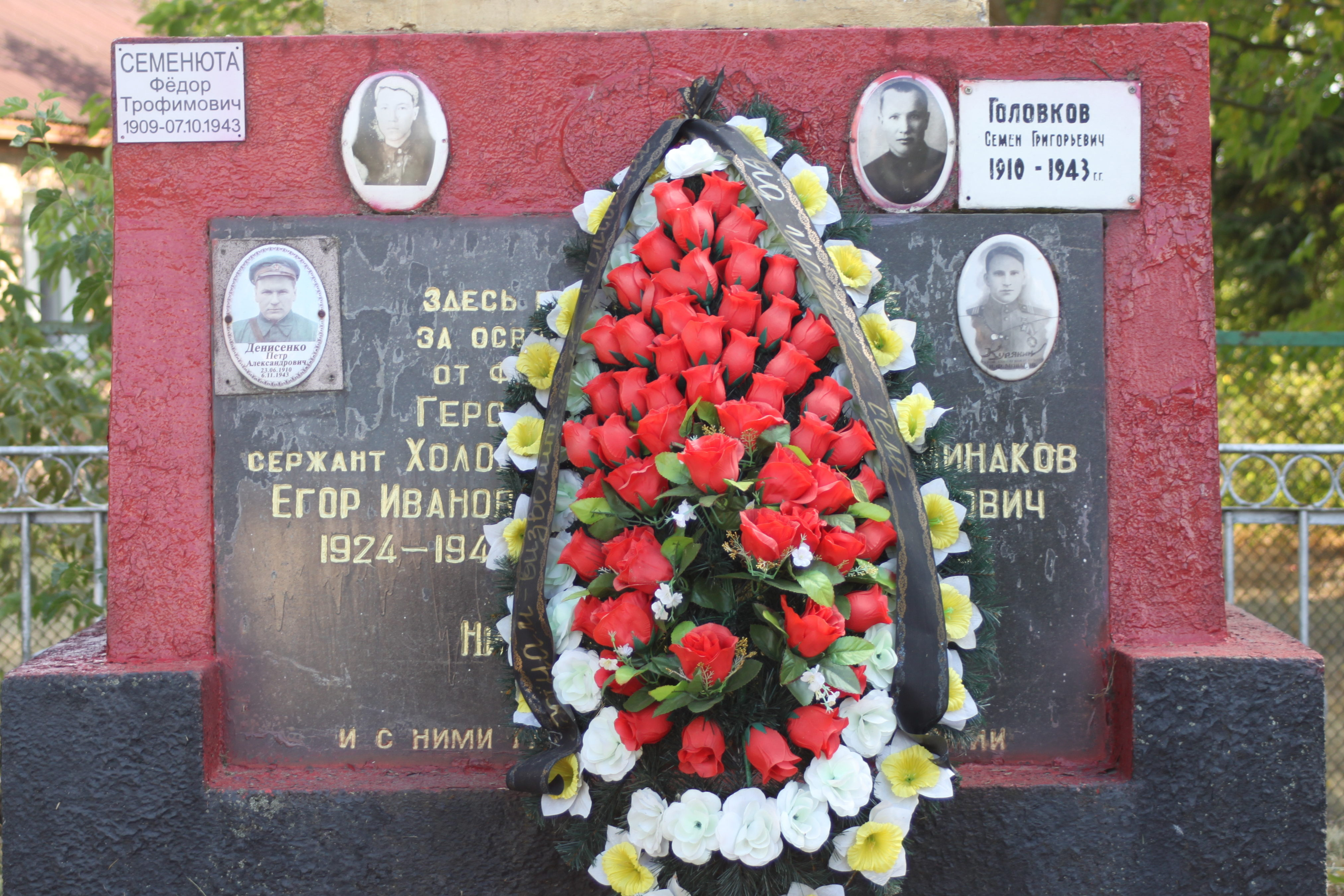
Надгробна плита на братській могилі воїнів Радянської Армії
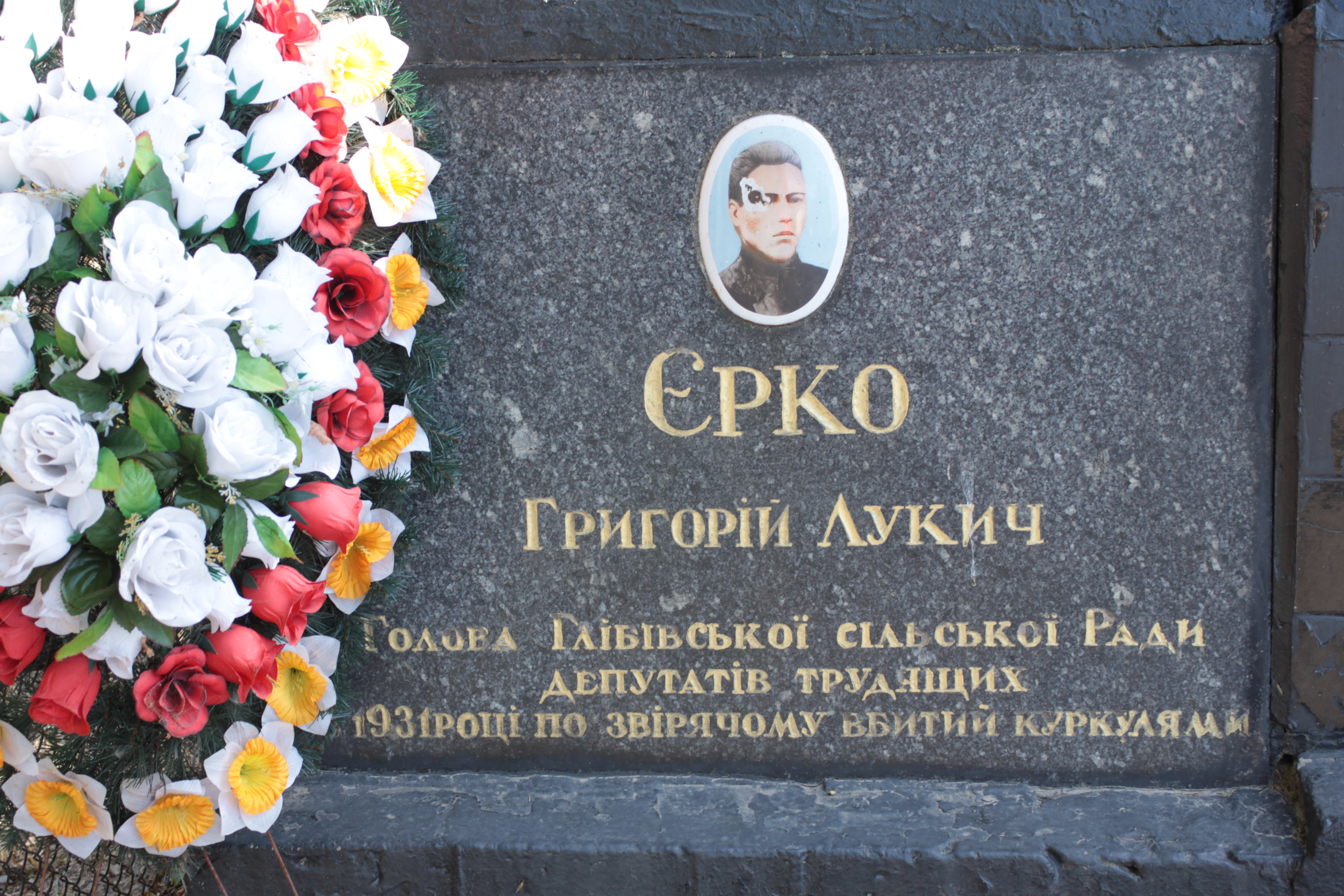
Надгробна плита сільського голови с. Глібівка Єрка Григорія Лукича, вбитого у 1931 р.; розташована зліва від братської могили
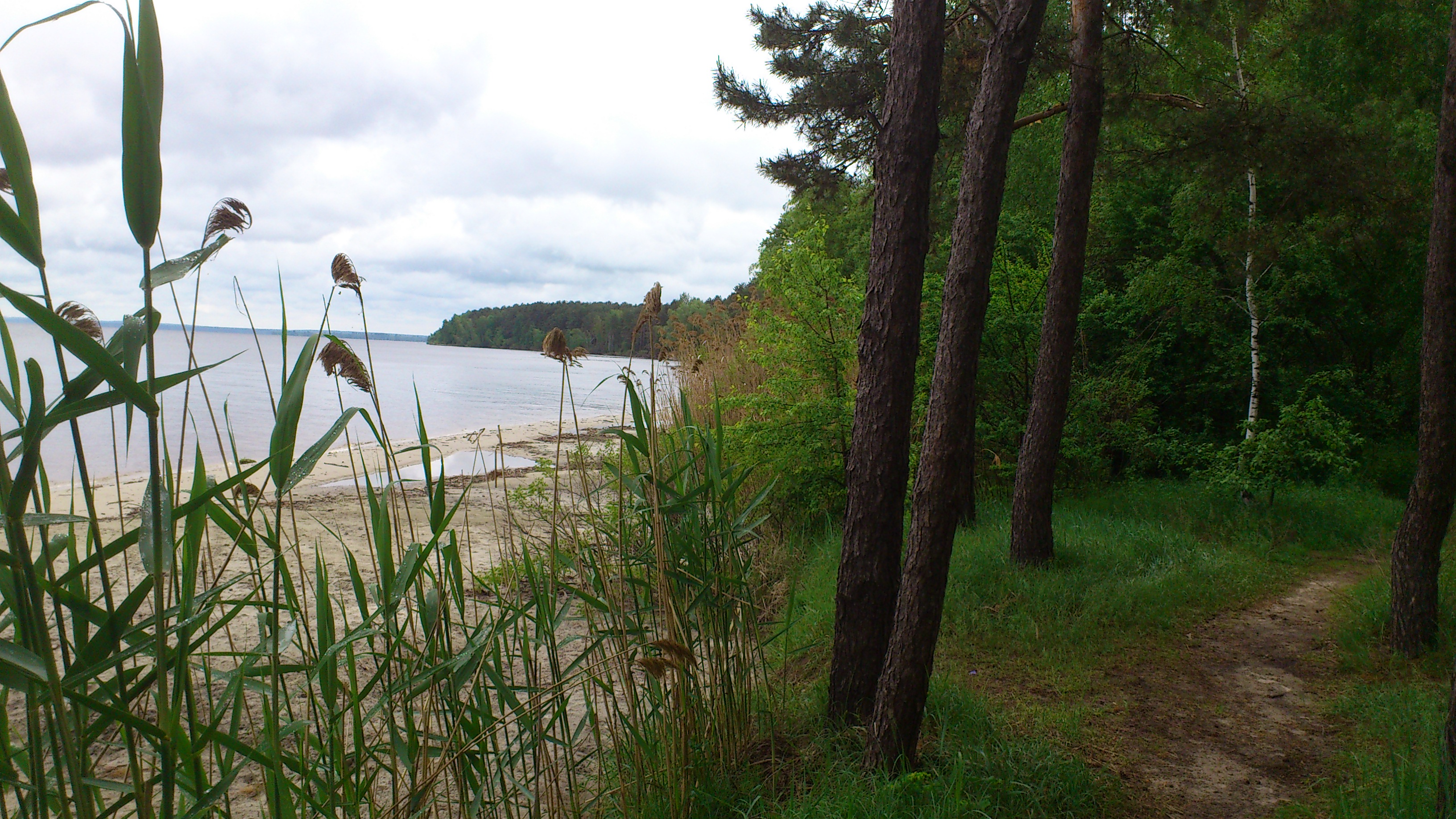
Київське водосховище біля села Глібівка. Територія бази ФСТ "Динамо".
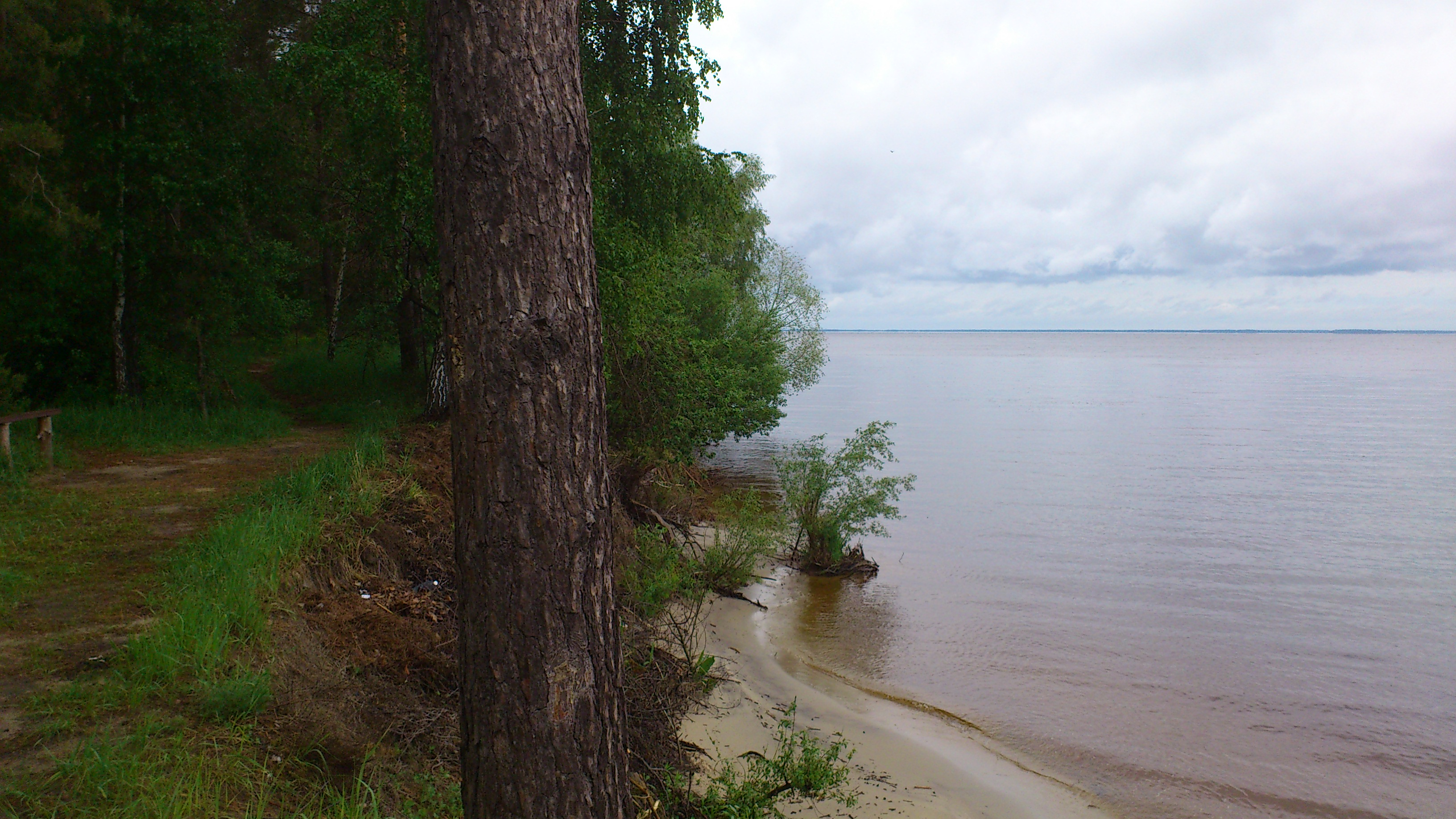
Київське водосховище біля села Глібівка. Територія бази ФСТ "Динамо".
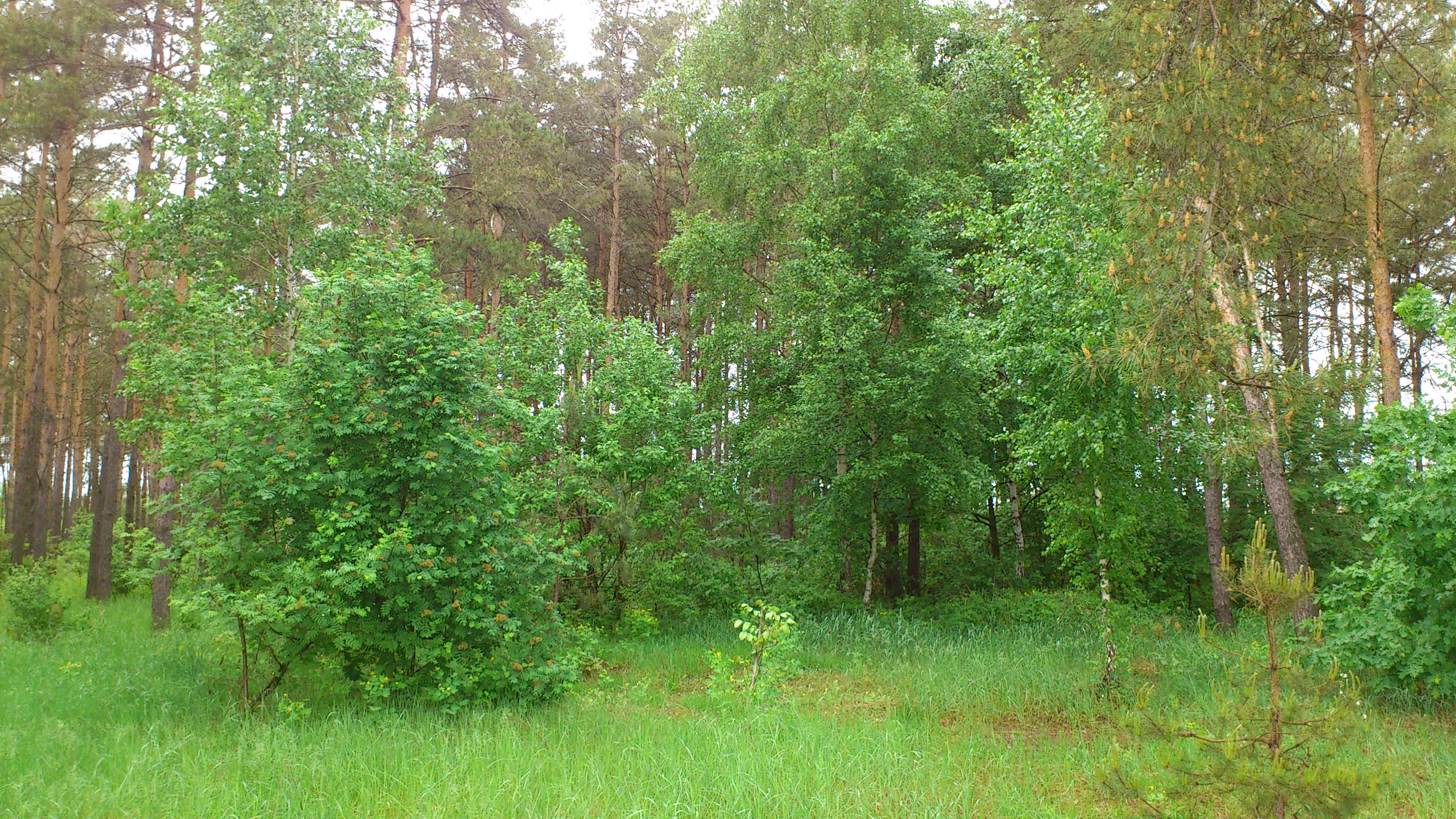
Ліс на березі Київського водосховища біля села Глібівка. Територія бази ФСТ "Динамо".